# 1798

## Người sinh
- 17 tháng 1 - Auguste Comte (mất ngày 5 tháng 9 năm 1857)